# Martin Elsässer (Diplomat)
Martin Elsässer (* 29. Januar 1933 in Konstanz) ist ein ehemaliger deutscher Diplomat.

## Leben
Martin Elsässer studierte Rechtswissenschaft und Volkswirtschaft an den Universitäten Heidelberg, München, Paris und London. Er wurde Volljurist und zum Doktor der Rechtswissenschaften promoviert. Im April 1960 trat er in den auswärtigen Dienst ein.
Er war an den Vertretungen der Bundesrepublik Deutschland in London, Algier, Hongkong und Paris akkreditiert. Von 1978 bis 1981 war Ministerialdirigent Elsässer beurlaubt, um als Generalinspekteur der UNESCO in Paris zu fungieren. Martin Elsässer sorgte persönlich für das Catering von Hans-Dietrich Genscher, als dieser nach der Bestattung von Mohammed Zia ul-Haq in Kairo zwischenlandete. Danach war er mehrere Jahre in leitender Funktion beim Bundesnachrichtendienst in Pullach tätig.
Martin Elsässer war deutscher Botschafter in Kairo (1986–1990) und Dublin (1992–1996).
Am 20. April 2007 trat Martin Elsässer vom Posten des Direktors der DZ Bank Ireland zurück.

## Persönliches
Er ist Sohn des Professors und Architekten Anton Elsässer. Sein Sohn ist Investor und Autor Markus Elsässer.

## Veröffentlichung
- Deutschland und Irland. 1000 Jahre gemeinsamer Geschichte. Brookside, Dublin, 14, 1998, ISBN 1-873748-04-3.